# Kaštel
Kaštel (italijansko Castelvenere) je naselje na Hrvaškem, ki upravno spada pod mesto Buje; le-to pa v Istrsko županijo. Od slovensko hrvaške meje je oddaljen slabe 3 km.  

## Opis
Že v prazgodovini je bila na lokaciji sedanjega starega dela naselja zgrajena utrdba stateškega pomena, oz. utrjen grad vrh hriba, s katerega je razgled na celotno dolino reke Dragonje, tudi na cesto, ki sedaj povezuje Koper z Bujami. Med arheološkimi raziskavami žarnega grobišča iz 8. - 6. stoletja pr.n.št. je bil potrjen obstoj prazgodovinskega kaštelirja.

## Zgodovina
Po rimskih osvajanjih Istrskega polotoka in zmagi nad Histri je bila na tej lokaciji zgrajena trdnjava z imenom Castrum Veneris, verjetno v povezavi s templjem, posvečenim tej rimski boginji. Po drugi teoriji se toponim nanaša na Castrum venae, glede na linijo hriba, na katerem leži naselje. 
Naselje se v zgodovinskih virih prvič omenja leta 1064 kot last piranskega plemiča Artuika.
Od leta 1102 je bilo naselje pod oblastjo oglejskih patriarhov, ki so preko gastalda v Kaštelu upravljali patriarhalne posesti v severni Istri. Na položnem vrhu hriba je bila zgrajena manjša rustikalna palača za gastalda in v kateri naj bi se med občasnimi obiski teh krajev zadrževal tudi sam patriarh. Tik ob palači je bilo zgrajeno skladišče, imenovano »canipa«, kjer so shranjevali letino, pobrano od cerkvene desetine. Iz tiste dobe je tudi kaštelanski grb, ki heraldično predstavlja utrjen grad (trdnjavo). Utrdba je nadzorovala prost pretok blaga med obalo in notranjostjo Istre, zato je bila večkrat napadena, predvsem s strani Pirana in Kopra. Po vojni med Oglejem in Benetkami je trdnjavo leta 1268 zasedla koprska vojska, ki je deset let kasneje porušila obzidje, leta 1310 pa so jo osvojili Benečani in jo požgali. Leta 1420 je Kaštel pripadel Benetkam, leta 1518 pa je bil fevd prodan piranskim grofom Furegonijem, ki so si tu zgradili rezidenco. Po odpravi fevdalizma leta 1848 je Kaštel postal vaška občina pod upravo vaškega starešine. Leta 1893 je bila v naselju ustanovljena prva javna šola v italijanskem jeziku. Leta 1907 je začelo delovati trgovsko podjetje »Kaštelansko društvo«, ki je kmalu odprlo zadružno klet, oljarno in posojilnico, z namenom podpiranja in spodbujanja lokalnega gospodarstva.
Leta 1911 je Družba sv. Ćirila i Metoda za Istru tu odprla prvo hrvaško šolo v Istri. 
Dve leti kasneje je bilo ustanovljeno kulturno društvo »Lipa«, ki je delovalo na kulturnem področju, z namenom prebujanja narodne zavesti hrvaškega lokalnega prebivalstva. V dveh desetletjih fašistične oblasti je bilo njegovo delovanje prekinjeno, po letu 1945 pa je društvo ponovno pričelo delovati. Po ukinitvi Svobodnega tržaškega ozemlja je bila katastrska občina Kaštel iz občine Piran prenesena v občino Buje, v Bujah je sedaj sedež enote hrvaškega zemljiškega katastra.

## Župnijska cerkev
Ob vznožju gradu stoji župnijska cerkev sv. Sabe, zgrajena leta 1869, na mestu starejše sakralne stavbe, verjetno rimskega templja, ki se omenja že leta 1102. Cerkev je enoladijska stavba z dvema stranskima kapelama, okoli nje je lokalno pokopališče. V notranjščini cerkve so tudi skupine lesenih plastik posebne umetniške vrednosti. Samostoječi zvonik je bil zgrajen na široki podlagi, nad portalom pa je vklesana letnica gradnje 1786.

## Arheološko najdišče
Arheološka izkopavanja nekdanjega žarnega grobišča so odkrila najpomembnejše prazgodovinske najdbe v tem delu Istre, ki so danes večinoma hranjeni v muzejih v Trstu, Pulju in na Dunaju. Na območju prazgodovinske utrdbe je bilo najdenih 24 železnodobnih žar (iz 5. in začetka 4. stoletja pr.n.št.) z dragocenimi pridatki, ki so bile zaščitene z kamnitimi ploščami ali položene v špilje na pobočju. 

## Kaštel danes
Novo naselje se je razvilo nekaj sto metrov od starodavne naselbine (t.i. Starega Kaštela), danes predstavlja središče tudi za naselja Plovanija, Kaldanija in druge manjše zaselke. V Kaštelu danes deluje podružnica osnovne šole Buje in enota otroškega vrtca. Prav tako je v naselju sedež lokalne enote avtohtone italijanske narodne skupnosti. Zaselek Fratrija je bil v preteklosti znan pod imenom Sv. Petar na Krasu in se nahaja v bližini nekdanje podeželjske rimske vile (tipa villae suburbana), z grobovi iz istega zgodovinskega obdobja.
Na tej lokaciji se že leta 1102 omenja tudi benediktinski samostan, ki je bil razpuščen leta 1770, cerkveno opremo pa so prenesli v cerkev sv. Petra in Pavla v Kršetah. Del samostanskega poslopja je bil prenovljen za stanovanja, nekateri objekti pa so še ohranili prvotno podobo. Še vedno je mogoče prepoznati nekatere arhitekturne detajle, okrasje na portalih, vodnjak...
Lokacija Kaštela v bližini Slovenske Istre in ob avtocesti A9 (del t.i. Istrskega ipsilona) proti osrednji in jugu Istre danes predstavlja priložnosti za večji prihodnji razvoj, tako v turizmu in obrti, kot v čezmejnem prometu. Narašča tudi število novozgrajenih družinskih hiš in stanovanjskih enot za trg.

## Demografija
| Pregled števila prebivalcev po letih | Pregled števila prebivalcev po letih | Pregled števila prebivalcev po letih | Pregled števila prebivalcev po letih | Pregled števila prebivalcev po letih | Pregled števila prebivalcev po letih | Pregled števila prebivalcev po letih | Pregled števila prebivalcev po letih | Pregled števila prebivalcev po letih | Pregled števila prebivalcev po letih | Pregled števila prebivalcev po letih | Pregled števila prebivalcev po letih | Pregled števila prebivalcev po letih | Pregled števila prebivalcev po letih | Pregled števila prebivalcev po letih |
| ------------------------------------ | ------------------------------------ | ------------------------------------ | ------------------------------------ | ------------------------------------ | ------------------------------------ | ------------------------------------ | ------------------------------------ | ------------------------------------ | ------------------------------------ | ------------------------------------ | ------------------------------------ | ------------------------------------ | ------------------------------------ | ------------------------------------ |
| 1857                                 | 1869                                 | 1880                                 | 1890                                 | 1900                                 | 1910                                 | 1921                                 | 1931                                 | 1948                                 | 1953                                 | 1961                                 | 1971                                 | 1981                                 | 1991                                 | 2001                                 |
| 554                                  | 685                                  | 657                                  | 722                                  | 761                                  | 823                                  | 1369                                 | 1043                                 | 752                                  | 563                                  | 479                                  | 360                                  | 347                                  | 427                                  | 516                                  |